# Victor Arnold
Victor Arnold (* 9. Oktober 1873 in Wien; † 16. September 1914 bei Dresden) war ein österreichischer Schauspieler an deutschen Bühnen.

## Leben und Wirken

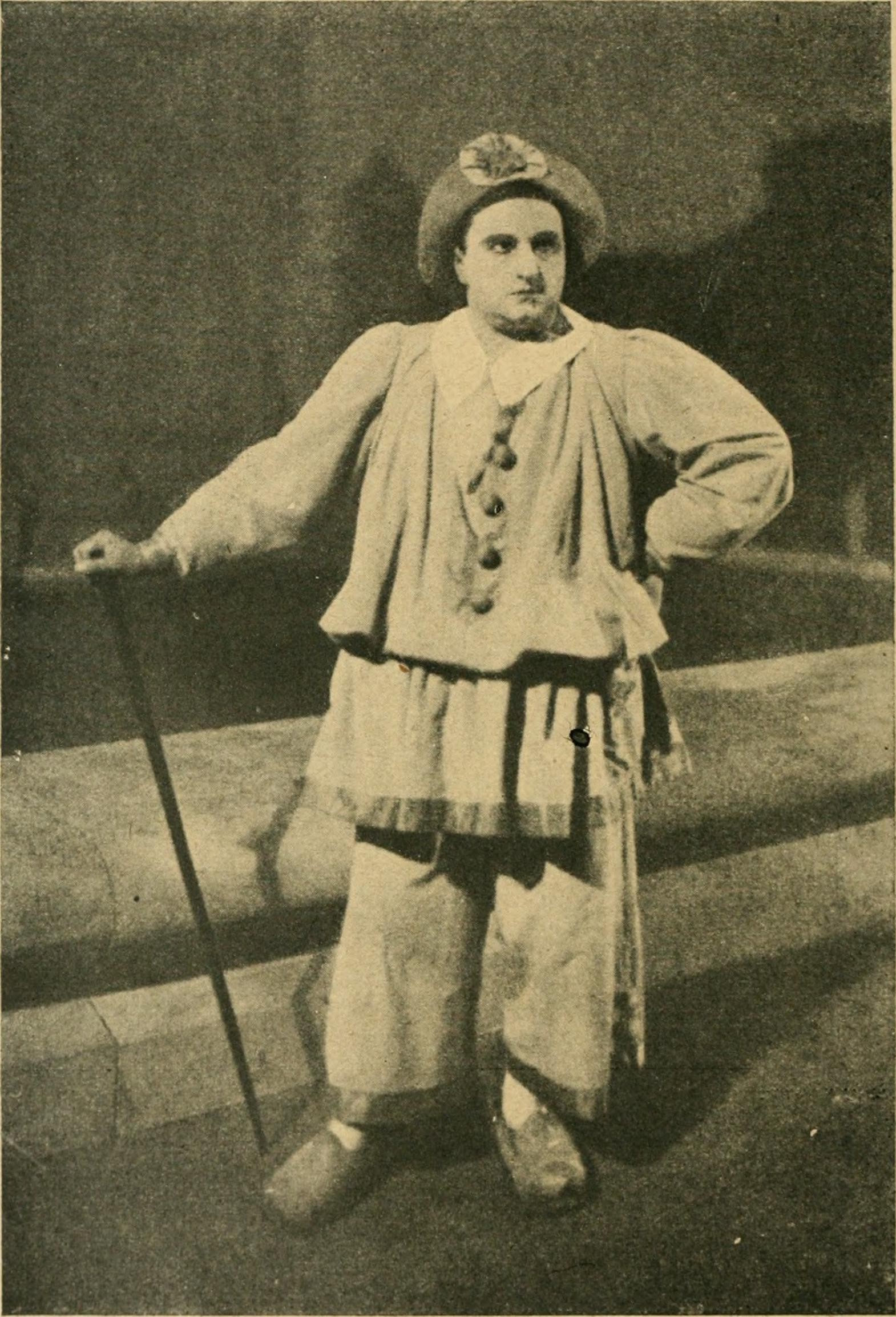
Victor Arnold als George Dandin

Victor Arnold entstammte einer jüdischen Familie. Arnold arbeitete zunächst am Residenztheater in München. Ab 1902 gehörte er zum Ensemble Max Reinhardts in Berlin.
Er wurde als hervorragender Komiker von Alfred Kerr und Siegfried Jacobsohn gerühmt. Zu seinen Rollen gehörten Flaut/Thisbe in Shakespeares Ein Sommernachtstraum (1905), Polonius in dessen Hamlet (1913), Hausknecht in der Uraufführung von Hofmannsthals Cristinas Heimreise (1910), Just in Lessings Minna von Barnhelm (1911), Androklus in Shaws Androklus und der Löwe (1912) und Wolke in der Uraufführung von Sternheims Bürger Schippel (1913).
Besonders erfolgreich war Arnold in Stücken von Molière, unter anderem als Sganarelle in Der Arzt wider Willen und in der Titelrolle von George Dandin. Er schied durch Freitod in einem Sanatorium aus Verzweiflung über den Krieg aus dem Leben.

## Werke
- Franz Arnold, Victor Arnold: Mein alter Herr. Lustspiel in drei Akten. Ahn & Simrock, Berlin 1913.

## Filmografie
- 1910: Sumurûn
- 1914: Die Firma heiratet
- 1914: Eine venezianische Nacht
- 1914: Der Stolz der Firma
- 1915: Die falsche Asta Nielsen
- 1915: Vordertreppe – Hintertreppe